# Aechmea fraseri
Aechmea fraseri es una especie fanerógama del género Aechmea. Esta especie es nativa de Ecuador y de Perú.